# Илич (Эрзинджан)
Илич (тур. İliç) — город и район в западной части провинции Эрзинджан Турции. На 2011 год городское население составляло 2702 человека (всего в агломерации проживало 6645 человек).

## История
Изначально эти земли были частью государства Хайаса, затем они были завоёваны хеттами, а в XIII веке до н. э. вошли в состав государства Урарту. Потом они стали частью Мидийского царства, а в 550 году до н. э. были завоёваны персидским царём Киром,где входил в состав Армянской сатрапии. После разгрома персов Александром Македонским они вошли в состав его государства, а после его смерти и распада его державы вошла в состав Армянского Айраратского царства. Затем  стала ареной войн диадохов. После вошла в состав Великой Армении. Затем сюда пришли римляне, и эти земли стали ареной римско-персидских, а впоследствии — ирано-византийских войн. В VII—IX веках эти земли стали местом борьбы византийцев с арабами. Весь этот период, регион административно входил в состав Малой Армении и был населен армянами. В XI веке здесь утвердились сельджуки, а в XIII веке сюда вторглись монголы. В 1402 году сюда пришёл Тамерлан, а после его ухода эти земли стали частью державы Ак-Коюнлу. В 1473 году ак-коюнлу были разбиты османским султаном Мехмедом II, потом эти земли были захвачены кызылбашским шейхом Исмаилом. В результате последовавшей за этим османо-сефевидской войны эти земли вошли в состав Османской империи.
Во время первой мировой войны, летом 1915 года, этих мест достигли войска русской Кавказской армии.
В том же 1915 году, в ходе геноцида армян, все коренное армянское население было уничтожено или изгнано.

## Состав района
Помимо административного центра, в районе Илич имеются следующие деревни:

| - Агилдере - Акчаязы - Акдогу - Алтынташ Кёю - Атма - Багджугаз Кёю - Багышташ - Баглыджа - Балкая - Боялык - Бозчалы - Бозъяйла - Бюрюнджек - Бююк Армутлу Кёю - Бююк Гюмюшлю - Бююккёй - Чалты - Чайлы - Чайнака - Чифтлик | - Чилесиз - Чобанлы - Чёрекли - Чёплер - Дикмен - Доган - Долугюнь - Доруксарай - Достал - Гюньгёрен - Исламкёй - Капыкая - Каракая - Каяджик - Каймаклы - Конукчу - Козлуджа - Куран - Куручай | - Кузкышла - Кючюк Армутлу - Кючюк Гюмюшлю - Левентпынар - Ортатепе - Ёзьлю - Сабырлы - Сарыконак - Сарыпынар - Суларбашы - Сютьлюдже - Табанлы - Тургутлу - Угур - Улуямач - Якуплу - Яйлапынар - Ялиньгёзе - Йылмаз |

## Известные уроженцы
- Саригюль, Мустафа (род. 1956) — турецкий писатель, предприниматель и политик.